# Gataučiai (Rajongemeinde Joniškis)
Gataučiai ist ein Dorf mit 562 Einwohnern (Stand 2002), in der Rajongemeinde Joniškis, Bezirk Šiauliai in Litauen. es liegt an der Fernstraße A12, 11 km südwestlich von Joniškis. Es ist das Zentrum vom Amtsbezirk Gataučiai und vom Unteramtsbezirk Gataučiai. Im Dorf gibt es die
Marcė-Katiliūtė-Hauptschule, eine Ambulanz, eine Bibliothek, ein Postamt (LT-84007).
Es gab hier den Gutshof Gataučiai. 1905 gab es im Gutshof Arbeiterstreik. Seit 1963 gibt es eine Schule (früher in Ivoškiai). Von 1950 bis 1993 war es die Zentralsiedlung von Sowchos. 1993 gründete man ein Landwirtschaftsunternehmen Gataučių žemės ūkio bendrovė.